# Pedro Blanco Naveros
Pedro Blanco Naveros (Huelva, 1946 - Almería, 2022)) fue astrónomo, psicólogo clínico y escritor español. Militar de carrera, se especializó en Física cuántica y Astronomía. Publicó diversos ensayos y artículos sobre la materia y también ficción histórica y poesía.

## Reseña biográfica
Escritor polivalente con muchas facetas e intereses, procedía de una familia de escritores y periodistas. Fue sobrino nieto de la primera periodista profesional española, la almeriense Carmen de Burgos, y sobrino bisnieto del jurista e historiador Eduardo de Hinojosa y Naveros. Su tío carnal fue José Miguel Naveros Burgos, abogado y periodista republicano, y Miguel Naveros Pardo, escritor e intelectual, también fue su primo hermano. Por todo ello considera que “la vocación de escribir la tiene en la sangre”.
Fue premio periodístico del Colegio Oficial de Psicólogos de Madrid (1987) por los artículos publicados en la revista profesional de la Guardia Civil, y especialmente por el artículo “¿Policía preventiva o policía represiva? Un enfoque conductual”.
Coautor de los libros “Psicología” (1987) y “Violencia contra la Mujer” (1991), editados ambos por el Ministerio del Interior, recorrió España para orientar a las Fuerzas Armadas y Cuerpos de Seguridad del Estado sobre estos temas.
Entre los distintos volúmenes publicados destaca el ensayo “El centinela que nunca duerme. El cerebro” en el que reflexiona sobre el cerebro y su funcionamiento con la serie de problemas que aquejan al hombre moderno: estrés, ansiedad, fobias, depresiones... desde el enfoque de la psicología cerebral.
En “De la Nada a los infinitos multiversos” nos acerca a la magia de la física cuántica, al microcosmos donde ocurren cosas que hubieran podido parecer milagrosas pero que hoy es ciencia, las fluctuaciones cuánticas que Blanco denomina “multiversos” o miles de millones de nuevos universos; porque “lo más impredecible y misterioso está a nuestro alrededor, en todas partes y ni siquiera le dedicamos un mínimo de atención”. Fue la búsqueda de la conciencia y sus distintas manifestaciones lo que le llevó a investigar y escribir el libro.
La novela «La Leyenda del Gitano Cantaor» es una ficción histórica ambientada en la Guerra civil y en los maquis, una historia del flamenco y la etnia gitana ambientada en Granada y la sierra de los Guájares.
En El Poemario “Crepúsculo Eviterno y Elegías de Añoranza”, rinde homenaje a la memoria de un hijo fallecido.
Su libro, “El Universo, su conciencia cuántica y tu cerebro” de Ediciones Corona Borealis, dota a la conciencia de un estatus cósmico, la conciencia como principio fundamental, que está presente en toda la naturaleza, una suerte de panpsiquismo. También describe la teoría “La Reducción Objetiva Orquestada”, de Roger Penrose y Stuart Hameroff que enlazan los microtúbulos con la conciencia universal.
Su último libro, El misterio de viajar en el tiempo, fue publicado cuando ya estaba muy avanzada su enfermedad, en noviembre de 2021.
El escritor falleció en Almería, el 14 de enero de 2022, víctima de un cáncer.

## Formación y Desarrollo profesional
Militar de carrera, con el empleo de Coronel, de la Academia General Militar de Zaragoza, estudió Matemáticas en la Universidad de San Cristóbal de La Laguna (Tenerife), especializándose después en Física Cuántica y Astronomía. Es Licenciado en Psicología Clínica por la UNED, y Diplomado Superior de Psicología Militar. En su especialidad como psicólogo desarrolló diversos cursos especializados en universidades europeas. En la Universidad de Ámsterdam realizó el curso ““Big History- From the Big Bang until Today”; se diplomó en la Escuela Politécnica de la Universidad de París con los cursos "Mécanique Quantique" et "D'un infini à l'autre - Voyages de l'infiniment grand à l'infiniment petit"; fue Graduado de la Escuela de Física y Astronomía de la Universidad de Edimburgo con “AstroTech: The Science and Technology behind Astronomical Discovery”; y Psi Operator por el Mind Control Institute de Laredo,Texas. Orgulloso de ser marinero y pescador obtuvo el título oficial de Marinero Pescador en Almería. Ha sido asesor del Ministerio de Defensa.

## Obra Publicada
- El misterio de viajar en el tiempo (2021), Ediciones Corona Borealis, Colección El Observatorio, Investigación.
- El Universo, su conciencia cuántica y tu cerebro (2020), Ediciones Corona Borealis Ensayo.
- "De la Nada a los Infinitos Multiversos" 13 (2019) Ediciones Corona Borealis. Ensayo
- “Crepúsculo Eviterno y Elegías de Añoranza” (2017), Editorial Nazarí. Poemario
- “Cancionero flamenco” (Alhulia, 2014), rapsodia representada en Salobreña y Almería.
- “La condesa de la Alhambra” (Alhulia, 2014), novela histórica
- «La Leyenda del Gitano Cantaor», 2012, novela histórica
- “El centinela que nunca duerme: El Cerebro” (Almuzara, 2011), ensayo.
- “Veintiuna historias de amor” (Alhulia, 2010). Relatos.
- Coautor del libro “Psicología” (1989) Ministerio del Interior
- Coautor “Violencia contra la mujer” (1991), Ministerio del Interior.

## Distinciones
Premio Periodístico Colegio Oficial de Psicólogos de Madrid (1987)